# Vilhelm av Hessen (1787–1867)
Prins Vilhelm av Hessen-Kassel, född 24 december 1787 i Biebrich, död 5 september 1867 i Köpenhamn. Son till Fredrik III av Hessen-Kassel. Gift 10 november 1810 med prinsessan Louise Charlotta av Danmark.

## Barn
1. Karoline Friederike Marie (1811–1829)
2. Maria Lovisa Charlotta (1814–1895), gift med Fredrik August av Anhalt-Dessau
3. Louise (1817–1898), gift med kung Kristian IX av Danmark
4. Fredrik Wilhelm av Hessen-Kassel (1820–1864) , gift med 1) Alexandra Nikolajevna av Ryssland, 2) Anna av Preussen
5. Augusta (1823–1899), gift med friherre Carl von Blixen-Finecke
6. Sofia Vilhelmina (född och död 1827)

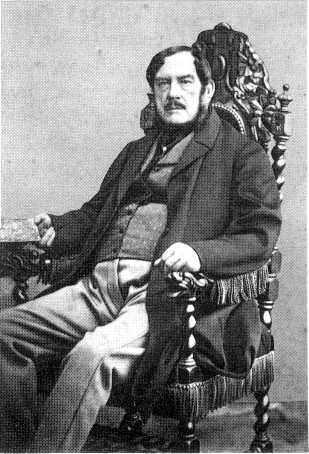
Lantgreve Vilhelm av Hessen-Kassel